# Lipstick on Your Collar
Lipstick on Your Collar (no Brasil, Batom no Colarinho), é um seriado britânico de 1993 escrito por Dennis Potter, transmitido pelo canal Channel 4 em 1993, em 6 episódios. Foi estrelado por Ewan McGregor. A série foi exibida no Brasil em abril de 1995 pela TV Cultura.

## Elenco
- Giles Thomas: Francis Francis
- Ewan McGregor: Mick Hopper
- Louise Germaine: Sylvia Berry
- Debra Beaumont: Nina
- Roy Hudd: Harold Atterbow
- Douglas Henshall: Cpl. Pete Berry